# Rohan Sippy
Rohan Sippy (...) è un regista indiano.

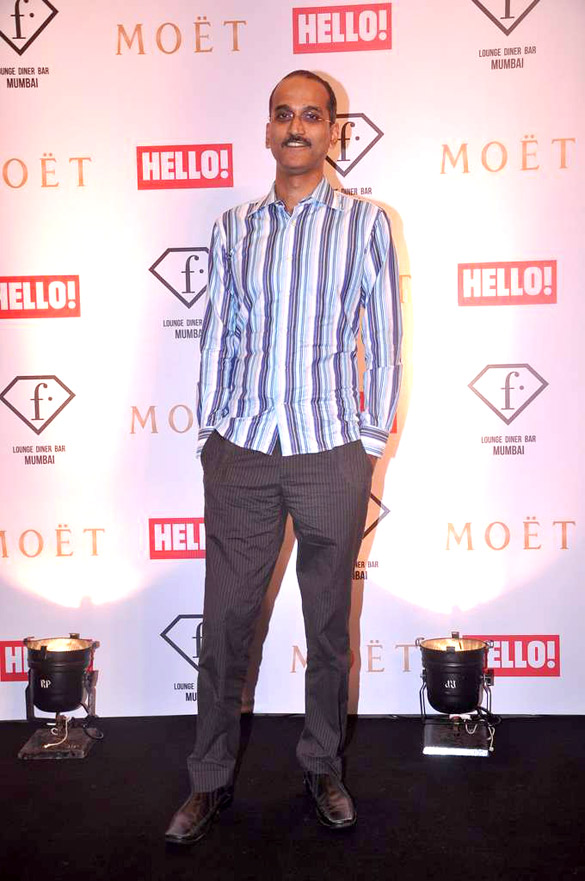
Rohan Sippy

È il figlio di Ramesh Sippy, famoso regista del film Sholay.
A Bollywood ha diretto due pellicole, entrambe di successo: Kuch Naa Kaho del 2003 e Bluffmaster del 2005.